# Bor (hop)
Bor is een hopvariëteit, gebruikt voor het brouwen van bier.
Deze hopvariëteit is een “dubbeldoelhop”, bij het bierbrouwen gebruikt zowel voor zijn aromatische als zijn bittereigenschappen. Deze Tsjechische variëteit is het resultaat van een open bestuiving van Northern Brewer met Saaz-componenten. 

## Kenmerken
- Alfazuur: 7 – 9%
- Bètazuur: 4 – 6%
- Eigenschappen: